# Discolomatidae
A Discolomatidae a rovarok (Insecta) osztályában a bogarak (Coleoptera) rendjébe, azon belül a mindenevő bogarak (Polyphaga) alrendjébe tartozó család. Az apró termetű, általában 1-3 mm hosszú bogarak világszerte elterjedtek, és különféle élőhelyeken találhatók meg, beleértve az erdőket, réteket és szántóföldeket. Tagjaik gyakran növényi törmelékkel vagy mikroszkopikus gombákkal táplálkoznak, fontos szerepet játszva az ökoszisztémák anyagciklusában. A családot rendszerint különleges testfelépítésük, például domború testalakjuk és finom szárnyfedőik alapján ismerik fel. A Discolomatidae rendszertana továbbra is kutatások tárgya, mivel számos fajuk kevéssé ismert, és felfedezésre vár.

## Leírás
Ezek a bogarak általában domború testalkattal, rövid csápokkal és finoman mintázott szárnyfedőkkel rendelkeznek, ami megkülönbözteti őket más családok tagjaitól. Bár a családot már régóta ismerték, sok faj rendszertani besorolása és biológiája még kutatás alatt áll, különösen a nehezen hozzáférhető trópusi régiókban. Szerepük az ökoszisztémákban elsősorban a lebontó folyamatok támogatásában rejlik, így közvetett hatással vannak a talaj minőségének és az erdei ökoszisztémák egészségének fenntartására.

## Elterjedés, élőhely
A Discolomatidae család fajai világszerte elterjedtek, a trópusi és szubtrópusi régiókban különösen gyakoriak. Élőhelyeik változatosak: megtalálhatók erdők talajában, avarszintjén, korhadó növényi anyagok között, valamint réteken, szántóföldeken és egyéb természetes vagy ember által átalakított élőhelyeken is.
Ezek a bogarak kedvelik a nedves, árnyékos környezetet, ahol elhalt szerves anyagok, például lehullott levelek és korhadó faanyag található. Egyes fajok specializálódtak bizonyos típusú mikroszkopikus gombák fogyasztására, ami szintén meghatározza élőhelyi preferenciájukat.
Bár elsősorban a trópusokon és szubtrópusokon figyelhetők meg nagyobb diverzitással, számos fajuk megtalálható a mérsékelt égöv alatt is, ahol erdőkben és mezőgazdasági területeken is előfordulnak. Az élőhelyek pusztulása és az erdőirtás hatással lehet ezeknek a bogaraknak a populációira, mivel táplálkozási és szaporodási helyeik szűkülhetnek.

## Felfedezés
A Discolomatidae család tagjai az apró termetük és rejtett életmódjuk miatt viszonylag későn kerültek a tudományos érdeklődés középpontjába. Az első fajokat a 19. században írták le, amikor a mikroszkópok és más gyűjtési technikák lehetővé tették az ilyen kis méretű bogarak alapos vizsgálatát.
A család felfedezését követően a kutatók először rendszertani helyük tisztázására összpontosítottak. Ezek a bogarak morfológiai jellemzőik, például a domború testfelépítésük és szárnyfedőik finom mintázata alapján különülnek el más bogárcsaládoktól. Az első leírások a fajok morfológiai különbségeire alapoztak, amelyek segítettek meghatározni a családon belüli rendszertani besorolásukat.
Az elmúlt évtizedekben a DNS-alapú vizsgálatok lehetővé tették a Discolomatidae család filogenetikai kapcsolatainak pontosabb feltérképezését, és számos új fajt fedeztek fel, különösen a trópusi régiók nehezen hozzáférhető területein. A család diverzitásának és elterjedésének további kutatása napjainkban is folyik, mivel sok fajuk még mindig ismeretlen a tudomány számára. A modern gyűjtési módszerek, például a talajminták elemzése és a fénycsapdák, hozzájárulnak a család alaposabb megismeréséhez.

## Fordítás
- Ez a szócikk részben vagy egészben  a   Discolomatidae című norvég Wikipédia-szócikk fordításán alapul.  Az eredeti cikk szerkesztőit annak laptörténete sorolja fel. Ez a jelzés csupán a megfogalmazás eredetét és a szerzői jogokat jelzi, nem szolgál a cikkben szereplő információk forrásmegjelöléseként.